# Partilös
Partilös, oberoende eller obunden är den person som innehar ett mandat i en direktvald politisk församling, men inte tillhör något politiskt parti. Beteckningen politisk vilde används särskilt om personer som lämnar det parti de valts in för men behåller sin plats i den valda församlingen. En person som har valts i ett indirekt val och exempelvis utsetts till minister i en regering utan att själv tillhöra ett parti, brukar oftare betecknas som opolitisk.
Oberoende kandidater förekommer relativt ofta i länder med majoritetsval i enmansvalkretsar. 

## Finland
I Finland är det möjligt att ställa upp i politiska val genom valmannaföreningar. Ett visst antal underskrifter (olika i olika val) behövs för att ställa upp en kandidat, men valmannaföreningen har ingen organisation utöver ansvarspersonen och har ingen funktion utöver att ställa upp kandidaten och eventuellt bilda gemensamma listor (valförbund mellan sådana kandidater). Därmed kan man bli vald helt oberoende av partierna.
Det är inte heller helt ovanligt att partier ställer upp partilösa kandidater, det vill säga kandidater som inte hör till partiet men antas ha partiet tillräckligt närstående värderingar.[källa behövs]

## Sverige

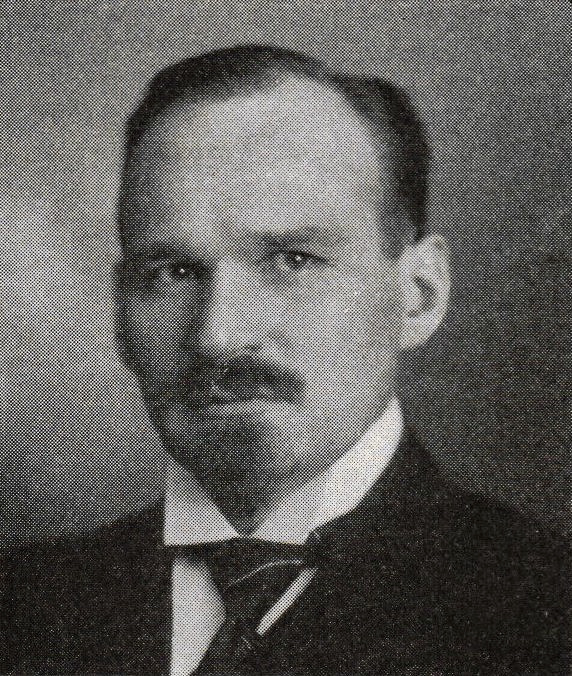
Nils Wohlin lämnade Bondeförbundet 1928, och Allmänna valmansförbundet 1934.

Riksdagen använder beskrivningen "utan partibeteckning".
Eftersom man i Sverige endast kan bli invald på en partilista, förekommer politiska vildar numera endast som personer som under en mandatperiod har lämnat det parti eller den nomineringsgrupp som uppställt personen ifråga i det val där denne vann sitt mandat. Politiska vildar får beteckningen (-). Ett känt exempel på en politisk vilde är Gudrun Schyman som lämnade Vänsterpartiet, men behöll sin plats i riksdagen. 
Den som inte tillhör något parti och som i indirekt val utnämns till ett politiskt uppdrag, till exempel statsråd eller nämndledamot, brukar inte kallas politisk vilde utan opolitisk.
I vissa situationer har politiska vildar haft platser inom Sveriges riksdags utskott, eller i kommunala nämnder, trots att de inte tillhört ett politiskt parti. Orsaken brukar vara att de vid ett val har tillhört ett politiskt parti, men sedan lämnat det samtidigt som de behållit sin plats. Det finns inget formellt hinder mot ett sådant agerande, eftersom mandatet är personligt. 

### Historik
Uttrycket vilde eller politisk vilde har använts i Sverige sedan 1895. Att ordet dök upp just detta år hänger troligen samman med att det var då som det mäktiga lantmannapartiet återförenades och det liberala folkpartiet bildades. Det behövdes då en term för politiker i andra kammaren som stod helt utanför partiväsendet. 
Vildar var allra vanligast innan det proportionella valsystemet infördes 1911, eftersom man kunde komma in i riksdagen utan ett parti. Fram till 1930-talet kunde ledamöter protokollföra sig i riksdagen som vildar, eller med en specifikation såsom socialistisk vilde, vänstervilde eller högervilde, och då blev det ledamotens officiella beteckning. I dag tillåter riksdagsprotokollen bara invalda partier och beteckningen (-).
Det hände också tidigare att personer av formella skäl fick beteckna sig som vildar trots att de hade en mycket tydlig partitillhörighet. Ett exempel är Frisinnade landsföreningens ordförande Sixten von Friesen, som vid invalet i första kammaren tvingades beteckna sig som vänstervilde därför att Liberala samlingspartiet hade för få förstakammarledamöter för att bilda en egen partigrupp där.
Mot slutet av valperioden 2014–2018 fanns 8 politiska vildar i riksdagen, vilket är det högsta antalet i svensk historia. 7 av dessa var invalda som sverigedemokrater, som sedan hade lämnat sitt parti.

### Politiska vildar i Sverige
Några kända exempel på politiska vildar i Sveriges riksdag, med partier de tillhört och åren som vildar:
| Ledamot               | Församling                  | Mandatperiodens start | Ursprungsparti                                          | Upphörde representera partiet (datum) | Nytt parti under perioden                            |
| --------------------- | --------------------------- | --------------------- | ------------------------------------------------------- | ------------------------------------- | ---------------------------------------------------- |
| Carl Lindhagen        | Riksdagen (andra kammaren)  | 1905                  | Liberala samlingspartiet                                | 1907                                  | —                                                    |
| Kerstin Hesselgren    | Riksdagen (första kammaren) | 1921                  | Liberala samlingspartiet                                |                                       | —                                                    |
| Nils Wohlin           | Riksdagen (första kammaren) | 1922                  | Bondeförbundet (nuvarande Centerpartiet)                | 1928                                  | —                                                    |
| Nils Wohlin           | Riksdagen (första kammaren) |                       | Allmänna valmansförbundet (nuvarande Moderaterna)       | 1934                                  | [ förtydliga ]                                       |
| John Gustafsson       | Riksdagen (andra kammaren)  | 1933                  | Allmänna valmansförbundet (nuvarande Moderaterna)       | 1934                                  | Sveriges nationella förbund                          |
| Gösta Jacobsson       | Riksdagen (andra kammaren)  | 1933                  | Allmänna valmansförbundet (nuvarande Moderaterna)       | 1934                                  | Sveriges nationella förbund                          |
| Alf Meyerhöffer       | Riksdagen (andra kammaren)  | 1933                  | Allmänna valmansförbundet (nuvarande Moderaterna)       | 1934                                  | Sveriges nationella förbund                          |
| Torsten Henrikson     | Riksdagen (andra kammaren)  | 1933                  | Socialdemokraterna                                      | 1934                                  | Socialistiska partiet                                |
| Albin Ström           | Riksdagen (andra kammaren)  | 1933                  | Socialdemokraterna                                      | 1934                                  | Socialistiska partiet                                |
| Dagmar Heurlin        | Riksdagen                   | 1965                  | Högerpartiet (nuvarande Moderaterna)                    | 7 maj 1968                            | Kristdemokraterna ("KDS")                            |
| Carl Göran Regnéll    | Riksdagen                   | 1965                  | Medborgerlig samling                                    | 1965                                  | Högerpartiet (nuvarande Moderaterna)                 |
| Sten Sjöholm          | Riksdagen                   | 1965                  | Medborgerlig samling                                    | 1965                                  | Folkpartiet (nuvarande Liberalerna)                  |
| Bertil Rubin          | Riksdagen                   | 1965                  | Medborgerlig samling                                    | 1965                                  | —                                                    |
| Rolf Hagel            | Riksdagen                   | 1976                  | Vänsterpartiet kommunisterna (nuvarande Vänsterpartiet) | 1977                                  | Arbetarpartiet Kommunisterna                         |
| Alf Lövenborg         | Riksdagen                   | 1971                  | Vänsterpartiet kommunisterna (nuvarande Vänsterpartiet) | 1977                                  | Arbetarpartiet Kommunisterna                         |
| Sven Johansson        | Riksdagen                   | 1982                  | Centerpartiet                                           | 1982                                  | Kristdemokraterna ("KDS")                            |
| John Andersson        | Riksdagen                   | 1991                  | Vänsterpartiet kommunisterna (nuvarande Vänsterpartiet) |                                       | [ förtydliga ]                                       |
| Lars Andersson        | Riksdagen                   | 1991                  | Ny demokrati                                            | mars 1992                             | Svenska Liberala Partiet                             |
| Johan Brohult         | Riksdagen                   | 1991                  | Ny demokrati                                            | 1993                                  | röstade med Moderaterna                              |
| Anne Rhenman          | Riksdagen                   | 1991                  | Ny demokrati                                            |                                       | [ förtydliga ]                                       |
| Sten Söderberg        | Riksdagen                   | 1991                  | Ny demokrati                                            | mars 1992                             | Svenska Liberala Partiet                             |
| Annika Åhnberg        | Riksdagen                   | 1988                  | Vänsterpartiet kommunisterna (nuvarande Vänsterpartiet) | 1992[källa behövs]                    | [ förtydliga ] [ d ]                                 |
| Sten Andersson        | Riksdagen                   | 1998                  | Moderaterna                                             | 2001                                  | Sverigedemokraterna                                  |
| Siw Persson           | Riksdagen                   | 1998                  | Folkpartiet                                             | 30 mars 2001                          | —                                                    |
| Gudrun Schyman        | Riksdagen                   | 2002                  | Vänsterpartiet                                          | 7 december 2004                       | Feministiskt initiativ                               |
| Karin Svensson Smith  | Riksdagen                   | 2002                  | Vänsterpartiet                                          | 2 juni 2005                           | Miljöpartiet                                         |
| Maria Carlshamre      | Europaparlamentet           | 2004                  | Folkpartiet                                             | 28 februari 2006                      | Feministiskt initiativ                               |
| Lars Wohlin           | Europaparlamentet           | 2004                  | Junilistan                                              | 8 april 2006                          | Kristdemokraterna                                    |
| Solveig Ternström     | Riksdagen                   | 2006                  | Centerpartiet                                           | 7 juli 2010                           | —                                                    |
| Göran Thingwall       | Riksdagen                   | 2006                  | Moderaterna                                             | 26 januari 2010                       | Sveriges pensionärers intresseparti                  |
| William Petzäll       | Riksdagen                   | 2010                  | Sverigedemokraterna                                     | 26 september 2011                     | —                                                    |
| Margareta Gunsdotter  | Riksdagen                   | 2014                  | Sverigedemokraterna                                     | 30 september 2015                     | —                                                    |
| Anna Hagwall          | Riksdagen                   | 2014                  | Sverigedemokraterna                                     | 5 december 2016                       | Alternativ för Sverige                               |
| Patrick Reslow        | Riksdagen                   | 2014                  | Moderaterna                                             | 17 maj 2017                           | Sverigedemokraterna                                  |
| Hanna Wigh            | Riksdagen                   | 2014                  | Sverigedemokraterna                                     | 25 september 2017                     | —                                                    |
| Pavel Gamov           | Riksdagen                   | 2014                  | Sverigedemokraterna                                     | 10 november 2017                      | —                                                    |
| Stefan Nilsson        | Riksdagen                   | 2014                  | Miljöpartiet                                            | 28 november 2017                      | Miljöpartiet (februari 2018)                         |
| Olle Felten           | Riksdagen                   | 2014                  | Sverigedemokraterna                                     | 15 mars 2018                          | Alternativ för Sverige                               |
| Jeff Ahl              | Riksdagen                   | 2014                  | Sverigedemokraterna                                     | 27 mars 2018                          | Alternativ för Sverige                               |
| Mikael Jansson        | Riksdagen                   | 2014                  | Sverigedemokraterna                                     | 9 april 2018                          | Alternativ för Sverige                               |
| Emma Carlsson Löfdahl | Riksdagen                   | 2018                  | Liberalerna                                             | 11 mars 2019                          | — (lämnade riksdagsledamotsuppdraget sommaren 2021)  |
| Amineh Kakabaveh      | Riksdagen                   | 2018                  | Vänsterpartiet                                          | 28 augusti 2019                       | —                                                    |
| Roger Richthoff       | Riksdagen                   | 2018                  | Sverigedemokraterna                                     | 30 mars 2022                          | Alternativ för Sverige                               |
| Elsa Widding          | Riksdagen                   | 2022                  | Sverigedemokraterna                                     | 1 maj 2023                            | Mänskliga rättigheter och demokrati, (januari 2024). |
| Jamal El-Haj          | Riksdagen                   | 2022                  | Socialdemokraterna                                      | 12 februari 2024                      | —                                                    |
| Sara Skyttedal        | Europaparlamentet           | 2019                  | Kristdemokraterna                                       | 15 februari 2024                      | Folklistan (april 2024)                              |
| Johan Nissinen        | Europaparlamentet           | 2022                  | Sverigedemokraterna                                     | 2 maj 2024                            | Folklistan                                           |

1. ↑  Lindagen gick 1909 med i Socialdemokraternas riksdagsgrupp/>
2. ↑  Hesselgren var 1924–1934[källa behövs] "frisinnad vilde" som markering av att hon inte ville välja mellan de två liberala partier som fanns under denna period: Liberala samlingspartiet och Folkpartiet.[6] Hon anslöt sig senare[förtydliga] till Folkpartiets riksdagsgrupp.[6]
3. ↑  Wohlin lämnade Bondeförbundet då han var motståndare till 1927 års skolreform. Vid 1933 års riksdag röstade han dock för krisuppgörelsen mellan Socialdemokraterna och Bondeförbundet, och återgick därefter till detta parti.[7]
4. ↑  Åhnberg blev senare jordbruksminister i den Socialdemokratiska regeringen Persson
5. ↑  Svensson Smith representerade Miljöpartiet i riksdagen 2006–2010 och utsågs efter Riksdagsvalet 2014 till ordförande i trafikutskottet
6. ↑  Petzäll avled senare under mandatperioden den 1 september 2012
7. ↑  Anna Hagwall gick med i Alternativ för Sverige först den 17 maj 2018.

Politiska vildar förekommer även på kommunal nivå. Efter den turbulens som uppstod 2022 kring ABF:s fritidsgårdar i Botkyrka som ledde till att Ebba Östlin tvingades lämna posten som kommunstyrelsens ordförande, lämnade nio socialdemokrater partiet i Botkyrka i augusti 2023 med hänvisning till en dysfunktionell lokal partiorganisation präglad av vänskapskorruption.

## USA
I USA sitter för närvarande[när?] inga oberoende (eng. independent) i representanthuset men däremot i senaten; Joseph Lieberman lämnade demokraterna 2006 efter förlust i primärvalet och blev istället invald för Connecticut for Lieberman. Samma dag invaldes den oberoende kongressledamoten Bernie Sanders för Vermont (Sanders deltar i demokraternas primärval och var således Vermontdemokraternas kandidat till senaten 2006). Han efterträdde Jim Jeffords, som efter senatsvalet 2000 lämnat republikanerna och blivit partilös senator. År 2012 valdes Angus King till USA:s senat som en oberoende från Maine.
Eftersom politiken i USA domineras av två partier, kallas ibland kandidater som tillhör något tredje parti för "oberoende"; jämför Third party officeholders in the United States på engelska Wikipedia.